# 斯卡克利亞冰川

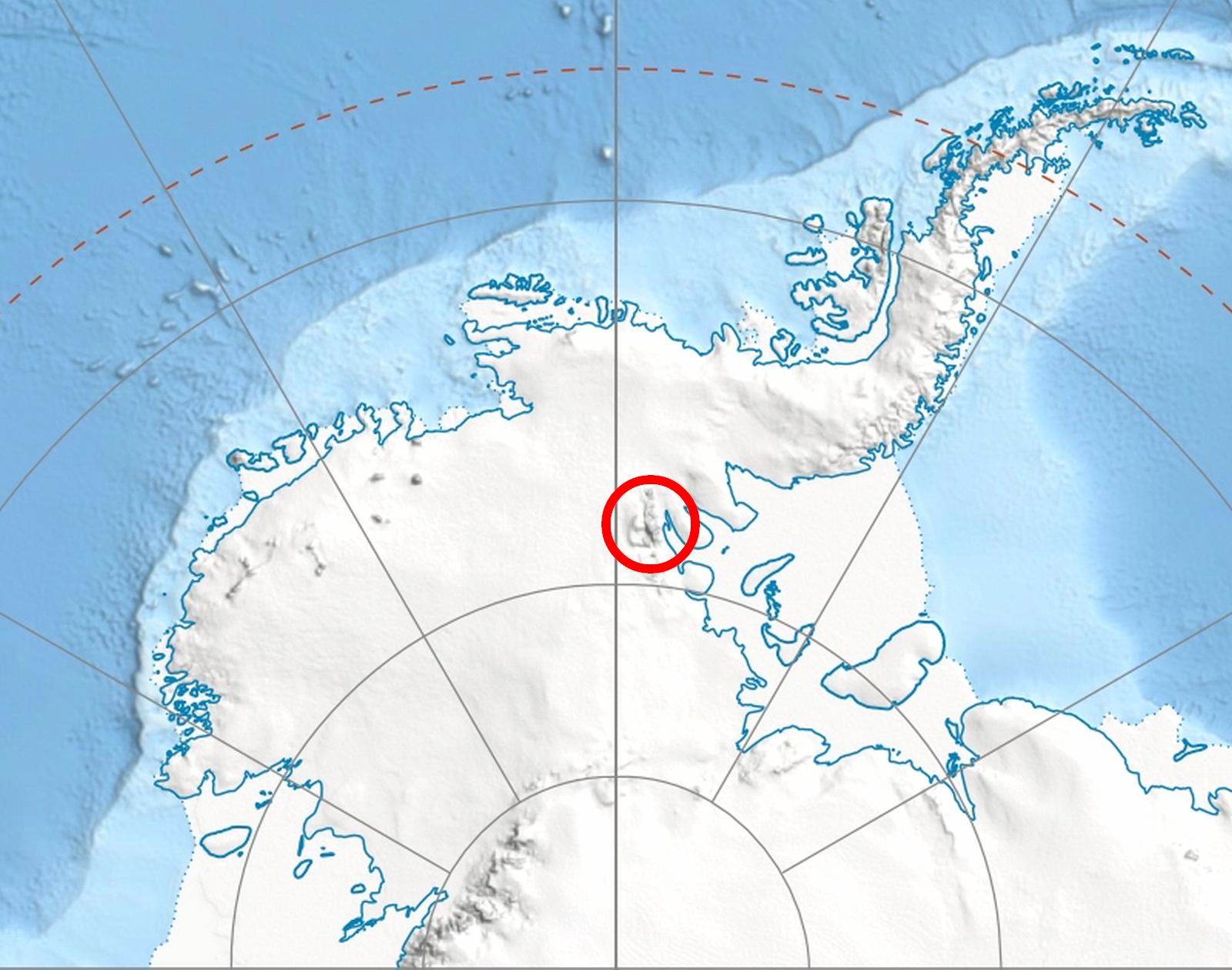

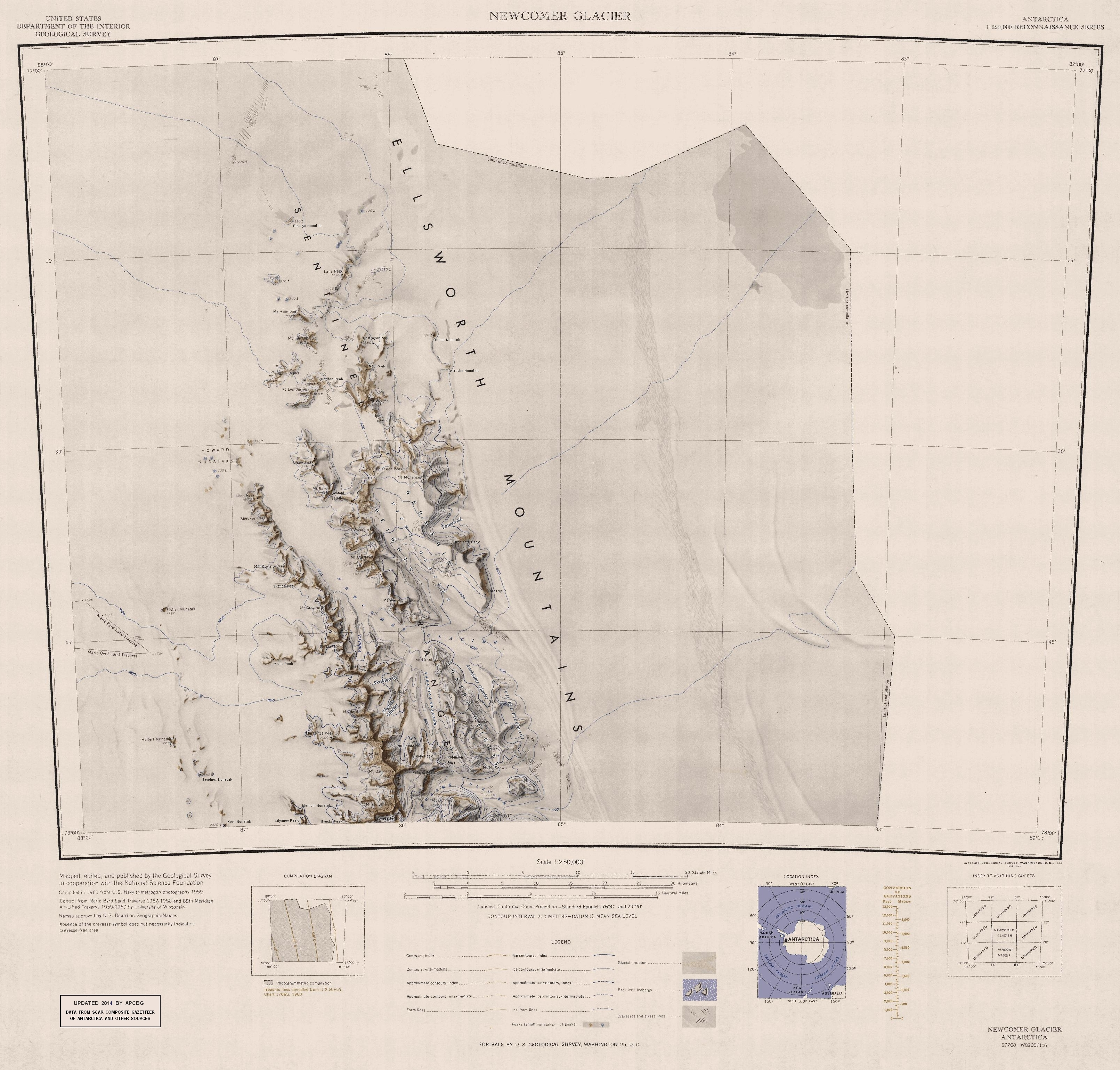

斯卡克利亞冰川（英語：Skaklya Glacier），是南極洲的冰川，位於埃爾斯沃思地，處於維杜爾冰川源頭東南面，流經埃爾斯沃思山脈的森蒂納爾嶺地區，長5公里、寬2.4公里，最終在蘭寧山以西注入薩巴茲烏斯冰川，現時由南極條約體系管理。